# Liopropoma mowbrayi
Liopropoma mowbrayi là một loài cá biển thuộc chi Liopropoma trong họ Cá mú. Loài này được mô tả lần đầu tiên vào năm 1951.

## Phân bố và môi trường sống
L. mowbrayi có phạm vi phân bố ở Tây Đại Tây Dương. Loài cá này được tìm thấy từ bang Bắc Carolina, dọc theo bờ biển phía đông nam Hoa Kỳ trải dài xuống phía đông bang Florida và Bahamas, bao gồm cả Bermuda. Trong vịnh Mexico, L. mowbrayi được tìm thấy tại Florida Keys, trải rộng xuống hầu hết vùng bờ biển Caribe. L. mowbrayi sống đơn độc xung quanh các rạn san hô và đá ngầm, nhất là những nơi nhiều bọt biển và san hô mềm, ở độ sâu khoảng từ 30 đến 70 m.

## Mô tả
L. mowbrayi có chiều dài cơ thể tối đa là khoảng 9 cm. Đầu và thân, kể cả các vây có màu đỏ hồng với một dải sọc vàng từ mõm đến mắt. Vây đuôi có dải màu đen ở gần sát rìa; rìa đuôi viền dải trắng. Vây lưng, và đôi khi cả vây hậu môn, cũng có một đốm nhỏ màu đen ở góc với viền trắng.
Số gai ở vây lưng: 8; Số tia vây mềm ở vây lưng: 12; Số gai ở vây hậu môn: 3; Số tia vây mềm ở vây hậu môn: 8; Số tia vây mềm ở vây ngực: 12 - 13; Số đốt sống: 24.